# فینال‌های ان‌بی‌ای ۲۰۲۲

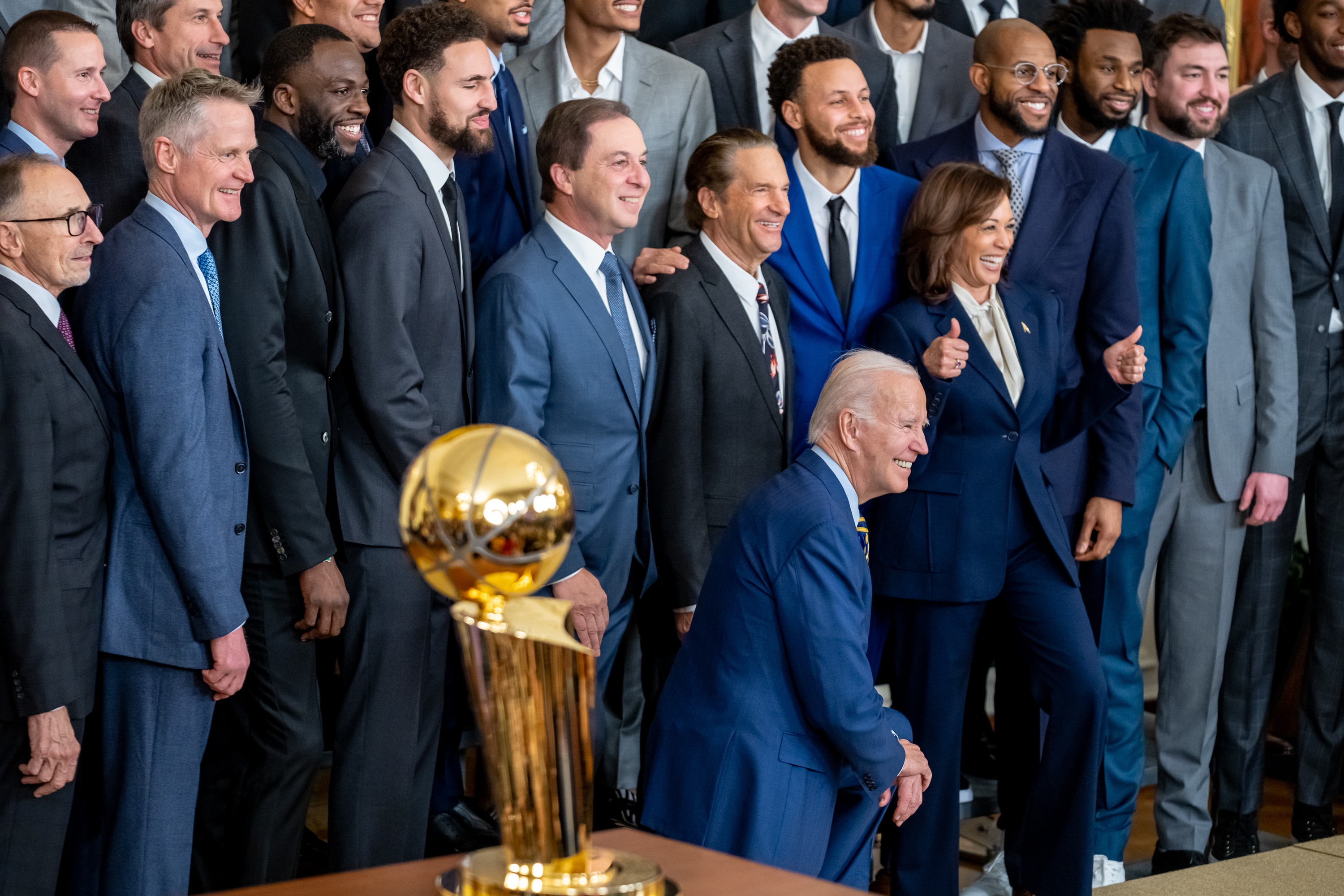
حضور جو بایدن رییس جمهور وقت ایالت متحده در فینال nba ۲۰۲۲

فینال ان بی ای ۲۰۲۲ (انگلیسی: 2022 NBA Finals) فینال فصل ۲۰۲۱-۲۰۲۲ اتحادیه ملی بسکتبال (NBA) بود که طی آن گلدن استیت واریرز با نتیجه ۴-۲ بوستون سلتیکس را شکست داد و استفن کری از گلدن استیت واریرز جایزه باارزش‌ترین بازیکن فینال‌های ان‌بی‌ای را به دست آورد.